# Jacopo Petriccione
Jacopo Petriccione (* 22. Februar 1995 in Gorizia) ist ein italienischer Fußballspieler.

## Karriere

### Verein
Nachdem Jacopo Petriccione bereits die Jugendmannschaften von Cagliari Calcio, AC Siena und AC Florenz durchlief, erhielt er zum 1. Juli 2015 vom AC Florenz seinen ersten Profivertrag. Nur anderthalb Monate später wurde er im August an den Drittligisten US Pistoiese verliehen. In der Lega Pro 2015/16 kam er auf 27 Einsätze, wobei er zwei Tore erzielte.
Nach seiner einjährigen Leihe wurde er vom AC Florenz zur Saison 2016/17 an den italienischen Zweitligisten Ternana Calcio verliehen. In der Serie B 2016/17 debütierte am 3. September 2016 gegen AS Cittadella und kam in den ersten drei Spielen über die volle Spielzeit. Seinen ersten Treffer erzielte er am 17. Dezember 2016 am 19. Spieltag bei der 1:2-Niederlage gegen Vicenza Calcio.
Zur Saison 2017/18 schloss sich Petruccione dem italienischen Zweitligisten FC Bari 1908 an. Nach nur einem Jahr wechselte er zum Zweitligisten US Lecce. Seit 2020 steht er beim FC Crotone unter Vertrag.

### Nationalmannschaft
Petriccione wurde 2014 für fünf Spiele der italienischen U-19 in den Kader berufen. Sein Debüt gab er am 5. März 2014 mit einem Startelfdebüt beim 1:1-Unentschieden im Freundschaftsspiel gegen Deutschland. Sein zweites Spiel absolvierte er am 16. April 2014 beim Freundschaftsspiel gegen die Schweiz. Dabei gab er die Vorlage zum 3:2 für das Kopfballtor von Ettore Gliozzi. Das Spiel selbst endete 4:2 für Italien. Ende Mai 2014 wurde er erneut für die drei Qualifikationsspiele zur U-19-Fußball-Europameisterschaft 2014 in den Kader berufen, wobei er lediglich im dritten Spiel gegen Bulgarien zum Einsatz kam.